# Dark Souls (Computerspielreihe)
| Spiel                  | Metacritic                                      |
| ---------------------- | ----------------------------------------------- |
| Dark Souls             | PS3: 89/100 X360: 89/100 PC: 85/100             |
| Dark Souls II          | PC: 91/100 PS3: 91/100 X360: 91/100             |
| Dark Souls III         | PC: 89/100 PS4: 89/100 XONE: 87/100             |
| Dark Souls: Remastered | PC: 84/100 PS4: 84/100 XONE: 86/100 SWI: 83/100 |

Dark Souls ist eine von 2011 bis 2016 erschienene Serie von Action-Rollenspielen mit Dark-Fantasy-Setting des japanischen Entwicklers und Publishers FromSoftware. Außerhalb Japans fungiert Bandai Namco Entertainment als Publisher der PC- und Konsolentitel. Die Reihe ist bekannt für einen hohen Schwierigkeitsgrad der Spiele.
Ihr Debüt hatte die Marke am 22. September 2011 mit Dark Souls, dem geistigen Nachfolger zu Demon’s Souls, dessen Namensrechte nicht beim Entwickler FromSoftware lagen. 2014 folgte Dark Souls II und 2016 der letzte Serieneintrag Dark Souls III. 2018 erschien eine Remaster-Fassung des ersten Ablegers.
Bis März 2023 wurden außerhalb Japans 35,18 Millionen Kopien der Reihe verkauft.

## Spiele
| Jahr | Titel                  | Plattform(en)                                             |
| ---- | ---------------------- | --------------------------------------------------------- |
| 2011 | Dark Souls             | PlayStation 3, Xbox 360                                   |
| 2014 | Dark Souls II          | Windows, PlayStation 3, Xbox 360, PlayStation 4, Xbox One |
| 2016 | Dark Souls III         | Windows, PlayStation 4, Xbox One                          |
| 2018 | Dark Souls: Remastered | Windows, PlayStation 4, Xbox One, Nintendo Switch         |

## Weitere Adaptionen
2016 erschien ein Comic-Buch bei Titan Comics, 2017 das mittels Crowdfunding finanzierte Brettspiel Dark Souls – The Board Game von Steamforged Games.